# On the Korner
On the Korner è un CD live di Zoot Sims, pubblicato dalla Pablo Records nel 1994. Il disco fu registrato dal vivo il 20 marzo 1983 al Keystone Korner di San Francisco, California (Stati Uniti).

## Tracce
1. I Hear a Rhapsody – 8:09 (Jack Baker, George Fragos, Dick Gasparre)
2. Tonight I Shall Sleep (With a Smile on My Face) – 6:21 (Duke Ellington, Irving Gordon)
3. Pennies from Heaven – 8:08 (Johnny Burke, Arthur Johnston)
4. If You Could See Me Now – 5:21 (Tadd Dameron, Carl Sigman)
5. Dream Dancing – 8:06 (Cole Porter)
6. Changes – 6:49 (Walter Donaldson)
7. I'll Remember April – 6:14 (Gene DePaul, Patricia Johnston, Don Raye)

## Musicisti
- Zoot Sims - sassofono tenore, sassofono soprano
- Frank Collett - pianoforte
- Monty Budwig - contrabbasso
- Shelly Manne - batteria